# Parafia św. Urszuli Ledóchowskiej w Kielanówce
Parafia św. Urszuli Ledóchowskiej w Kielanówce – parafia rzymskokatolicka, znajdująca się w diecezji rzeszowskiej, w dekanacie Boguchwała.

## Proboszczowie parafii
| Lata         | Proboszcz         |
| ------------ | ----------------- |
| 2010–obecnie | ks. Marek Buchman |